# مانوئل دی پائولا
مانوئل دی پائولا (انگلیسی: Manuel Di Paola؛ زادهٔ ۶ اکتبر ۱۹۹۷) بازیکن فوتبال است.
از باشگاه‌هایی که در آن بازی کرده‌است می‌توان به باشگاه فوتبال مونتسا اشاره کرد.